# Курти (Казахстан)
Ку́рти (каз. Күрті) — село у складі Ілійського району Алматинської області Казахстану. Входить до складу Куртинського сільського округу.
У радянські часи село називалось Куртти.
Населення — 148 осіб (2021; 246 у 2009, 244 у 1999, 440 у 1989).